# Perlamantispa
Perlamantispa is een geslacht van insecten uit de familie van de Mantispidae, die tot de orde netvleugeligen (Neuroptera) behoort.

## Soorten
Deze lijst van acht stuks is mogelijk niet compleet.
- P. austroafrica Poivre, 1984
- P. bequaerti (Navás, 1932)
- P. dorsalis (Erichson, 1839)
- P. girardi Poivre, 1982
- P. pusilla (Pallas, 1772)
- P. royi Poivre, 1982
- P. tincta (Navás, 1929)
- P. vassei (Navás, 1909)